# Bognár István (teológus)
Bognár István (Budapest, 1842. december 19. – Nagyvárad, 1910. április 27.) római katolikus pap, filozófiai és teológiai doktor, a Budapesti Tudományegyetem tanára.

## Élete
Budapesten született. Középiskolai tanulmányai után a római német–magyar kollégiumban tanult tovább, és ahol filozófiai és teológiai doktorátust szerzett. Rómából hazatérve 1869. március 29-én szentelték pappá. 1874-ig a bécsi Pazmaneum tanulmányi felügyelője volt, 1874-től Esztergomban a szentírási tanulmányok tanára, 1879-től az újszövetségi szentírás úgynevezett rendes tanára lett a Budapesti Egyetemen. 1892 decemberében XIII. Leó pápa tiszteletbeli kamarásává nevezte ki, a magyar hercegprímás, Vaszary Kolos pedig a budapesti érseki helynökség szent széki ülnökévé tette. Több ízben (1883–1884, 1885–1886, 1887–1888, 1895–1896) a hittudományi kar dékánja, 1896–1897-ben az egyetem rektora volt. 1897-ben nagyváradi kanonokságot nyert, és szeminárium rektora is lett. 1898. április 10-én esztergommegyei címzetes apát és líceumi igazgatóhelyettes lett. 1910-ben hunyt el 67 éves korában.

## Művei
Folyóiratcikkeket írt 1879-től az Új Magyar Sionba, a Katholikus Teológiai Folyóiratba, és a Katholikus Szemlébe (pl. Az új álláspont, módszer, és irányelvek az etikában). Önállóan csak egy beszéde jelent meg:
- Beszéd, melyet az Aquinói Szt Tamás társ. elnöki székének elfoglalása alk. az 1893. XI. 16-án tartott r. gyűlésen mondott. Budapest, 1893.